# Distrito de Brzeg
Brzeg (polaco: powiat brzeski) es un distrito del voivodato de Opole (Polonia) que fue constituido el 1 de enero de 1999 por la reforma del gobierno local polaco aprobada el año anterior. Limita con otros cinco distritos: al nordeste con Namysłów, al sudeste con Opole, al sur con Nysa y al oeste con Strzelin y Oława. Está dividido en seis municipios: uno urbano (Brzeg), dos urbano-rurales (Grodków, Lewin Brzeski) y tres rurales (Lubsza, Olszanka y Skarbimierz). En 2011, según el Oficina Central de Estadística polaca, el distrito tenía una superficie de 590,52 km² y una población de 91 643 habitantes.